# Schwarzenbach (Fulda)
Der Schwarzenbach ist ein knapp 6,7 km langer, östlicher und orographisch rechter Zufluss der Fulda im Landkreis Kassel und Schwalm-Eder-Kreis, Hessen (Deutschland).

## Verlauf
Der Schwarzenbach entspringt im Landkreis Kassel, im Westen des Geo-Naturparks Frau-Holle-Land (Werratal.Meißner.Kaufunger Wald) und etwa im Zentrum der Söhre. Seine Quelle liegt etwa 3 km ostnordöstlich des Dorfs Wollrode, einem ostnordöstlichen Ortsteil der Gemeinde Guxhagen, auf dem Westhang des Stellbergs (ca. 495 m ü. NHN) an einem Waldweg auf rund 381 m Höhe.
Etwas unterhalb seines Ursprungs nimmt der Schwarzenbach – nach Unterqueren des Märchenlandwegs – einen Bächlein auf, das aus Richtung Südosten vom quellnah gelegenen Stellbergsee heran fließt, und kurz darauf ein solches, das von Nordosten vom unterhalb des Schorn (456,8 m) liegenden Christteich kommt. Danach fließt er im Schnepfental entlang der Naturpark- und Landkreisgrenze sowie entlang des Fulda-Gelster-Wegs etwa in Richtung Westen und nach Verlassen des Naturparks nach und durch das im Schwalm-Eder-Kreis gelegene Dorf Wollrode.
Unterhalb von Wollrode unterquert der Schwarzenbach – nach Aufnahme eines aus Richtung Südosten von Albshausen kommenden Bachs – erst die Bundesstraße 83 und etwas später die Schnellfahrstrecke Hannover–Würzburg, die auf der 660 m langen und 33 m hohen Schwarzenbach-Talbrücke über das Tal des Fließgewässers führt. Anschließend erreicht er den Kernort von Guxhagen, wo er die Bahnstrecke Bebra–Baunatal-Guntershausen und dann die Poststraße mit dem Fulda-Radweg unterquert.
Schließlich fließt der Schwarzenbach bei der 1626 zerstörten Burg Guxhagen bzw. unmittelbar westlich des Guxhagener Zentrums etwas unterhalb des dortigen Wehres, das zum Betrieb der früheren Farbmühle angelegt wurde und etwa 150 m lang ist, auf rund 150 m Höhe in dessen kurzen Schleusenkanal; letzterer mündet kurz darauf in den westlichen Weser-Quellfluss Fulda. Der Mündung westlich gegenüber liegt im Guxhagener Ortsteil Breitenau das ehemalige Kloster Breitenau.

## Einzugsgebiet und Zuflüsse
Zu den Zuflüssen des Schwarzenbachs, dessen Einzugsgebiet 12,029 km² groß ist, gehören mit orographischer Zuordnung (l = linksseitig, r = rechtsseitig), Gewässerlänge, Mündungsort mit Schwarzenbachkilometer (bachabwärts betrachtet)/:
- Bach vom Stellberg/Stellbergsee (l, 0,5 km), weit oberhalb Wollrode (nahe km 6,1)
- Bach vom Schorn/Christteich (r, 1,1 km), weit oberhalb Wollrode (nahe km 5,2)
- Bach von Albshausen (l, 1,7 km), direkt unterhalb Wollrode am Hof Schwarzenbach (nahe km 2,6)